# Veluwerandmeere
Die Veluwerandmeere sind eine Gruppe von Binnenseen, welche die beiden niederländischen Provinzen Gelderland und Flevoland trennen. Sie sind entstanden, als nach dem Bau der Zuiderzeewerke in der ehemaligen Zuiderzee Polder angelegt wurden. Sie sind benannt nach der Landschaft Veluwe, einem Waldgebiet in Gelderland, welches sich entlang der Veluwerandmeere erstreckt.
Zu den Veluwerandmeeren zählen (von Nordosten nach Südwesten) die Binnenseen Drontermeer, Veluwemeer, Wolderwijd und Nuldernauw. Sie sind jeweils mit Schleusen voneinander getrennt.
Je nach Quelle zählt auch Nijkerkernauw zu den Veluwerandmeeren, nach anderen Quellen zählt es zum Eemmeer, welches im Südwesten an die Veuwerandmeere anschließt und über das Gooimeer mit dem Markermeer verbunden ist. Im Norden sind die Veluwerandmeere mit dem Ketelmeer und darüber mit dem IJsselmeer verbunden.